# 코플랜드 에르되시 상수
코플랜드-에르되시 상수(Copeland-Erdős Constant)는 아서 허버트 코플랜드와 폴 에르되시(Paul Erdös)가 함께 작업한 상수이다.
소수를 이용하여 정의한 유사 정규수(normal number)이다. 코플랜드와 에르되시는 이 상수가 10 진법에 기초한 경우에서  정규수라는 것을 보여 주었다.
{\displaystyle C_{CE}=\sum _{n=1}^{\infty }{P_{n}}10^{\left(-\sum _{k=1}^{n}\lceil {log_{10}^{(1+P_{k})}}\rceil \right)}}
{\displaystyle \;\;\;=\sum _{n=1}^{\infty }{P_{n}}10^{-\left(n+\sum _{k=1}^{n}\lfloor {log_{10}^{P_{k}}}\rfloor \right)}}
{\displaystyle \;\;\;=\sum _{n=1}^{\infty }{{P_{n}} \over {10^{\sum _{k=1}^{n}\lfloor log_{10}P_{k}\rfloor +n}}}}

소수와 관련하여 비교적인 측면에서 챔퍼나운 수(Champernowne constant)의 연분수에는 산발적인 매우 큰 주기(large term 또는 long term)가 포함되어 있기 때문에 연분수를 계산하기가 어려워지지만 코플랜드-에르되시 상수(Copeland-Erdős Constant)의 연분수는 잘 작동하면서 "롱텀(long term)현상"을 나타내지도 않는다.
- 코플랜드-에르되시 상수 값의 수열[7]

{\displaystyle 2,3,5,7,1,1,1,3,1,7,1,9,2,3,2,9,3,1,3,7,}
{\displaystyle 4,1,4,3,4,7,5,3,5,9,6,1,6,7,7,1,7,3,7,9,8,3,8,9,9,7,}
{\displaystyle 1,0,1,1,0,3,1,0,7,1,0,9,1,1,3,1,2,7,1,3,1,1,3,7,}
{\displaystyle 1,3,9,1,4,9,1,5,1,1,5,7,1,6,3,1,6,7,1,7,3,1,7,9,}
{\displaystyle 1,8,1,1,9,1,1,9,3,1,9,7,1,9,9,2,1,1,2,2,3,....} (A033308OEIS)
- 소수 수열

{\displaystyle 2,3,5,7,11,13,17,19,23,29,31,37,41,43,47,53,59,61,67}
{\displaystyle ,71,73,79,83,89,97,101,103,107,109,113,127,131,137,139,149}
{\displaystyle ,151,157,163,167,173,179,181,191,193,197,199,211,223,227,}
{\displaystyle 229,233,239,241,251,257,263,269,271,277,281,283,293,307,311,}
{\displaystyle 313,317,331,337,347,349,353,359,367,373,379,383,389,397,}
{\displaystyle 401,409,419,421,431,433,439,443,449,457,461,463,467,479,....}

## 같이 보기
- 쌍둥이 소수

## 참고
- (매스월드)https://web.archive.org/web/20180529062522/http://mathworld.wolfram.com/Copeland-ErdosConstant.html
- Pickover, C. A. The Mathematics of Oz: Mental Gymnastics from Beyond the Edge. New York: Cambridge University Press, p. 284, 2002.

- Sloane, N. J. A. Sequences A019518, A030168, A033308, A033309, A033310, and A224890 in "The On-Line Encyclopedia of Integer Sequences."